# Maria Teresa Costa Campí
Teresa Costa i Campí (Madrid, 31 de juliol de 1951) és una economista i política catalana, diputada al Congrés dels Diputats en la VII Legislatura.
Doctorada en ciències econòmiques per la Universitat de Barcelona, des del 1987 és catedràtica d'economia aplicada a la UB. També ha estat assessora de l'OCDE, la Comissió Europea o el Banc Interamericà de Desenvolupament (BID). A les eleccions generals espanyoles de 2000 fou escollida diputada per Barcelona pel PSC-PSOE. Posteriorment ha estat Secretària d'Indústria i Energia del Departament de Treball i Indústria de la Generalitat de Catalunya; Vicepresidenta de l'Institut Català de l'Energia (ICAEN); i Presidenta de l'Empresa de Promoció i Localització Industrial de Catalunya (EPLICSA). Des de juny 2005 fins al juliol de 2011 fou presidenta de la Comissió Nacional d'Energia (CNE).